# Lechatelieriet
Het mineraal lechatelieriet is een amorfe vorm van siliciumdioxide met de molecuulformule SiO2. Lechatelieriet wordt door de International Mineralogical Association niet officieel erkend. Lechatelieriet komt in de vorm van fulgurieten voor, dat zijn holle buisvormige structuren. Het ontstaat wanneer een bliksem in kwartsrijke bodems inslaat. Door de hoge temperatuur van de bliksem smelt het kwarts in de bodem samen tot een glasachtige massa.

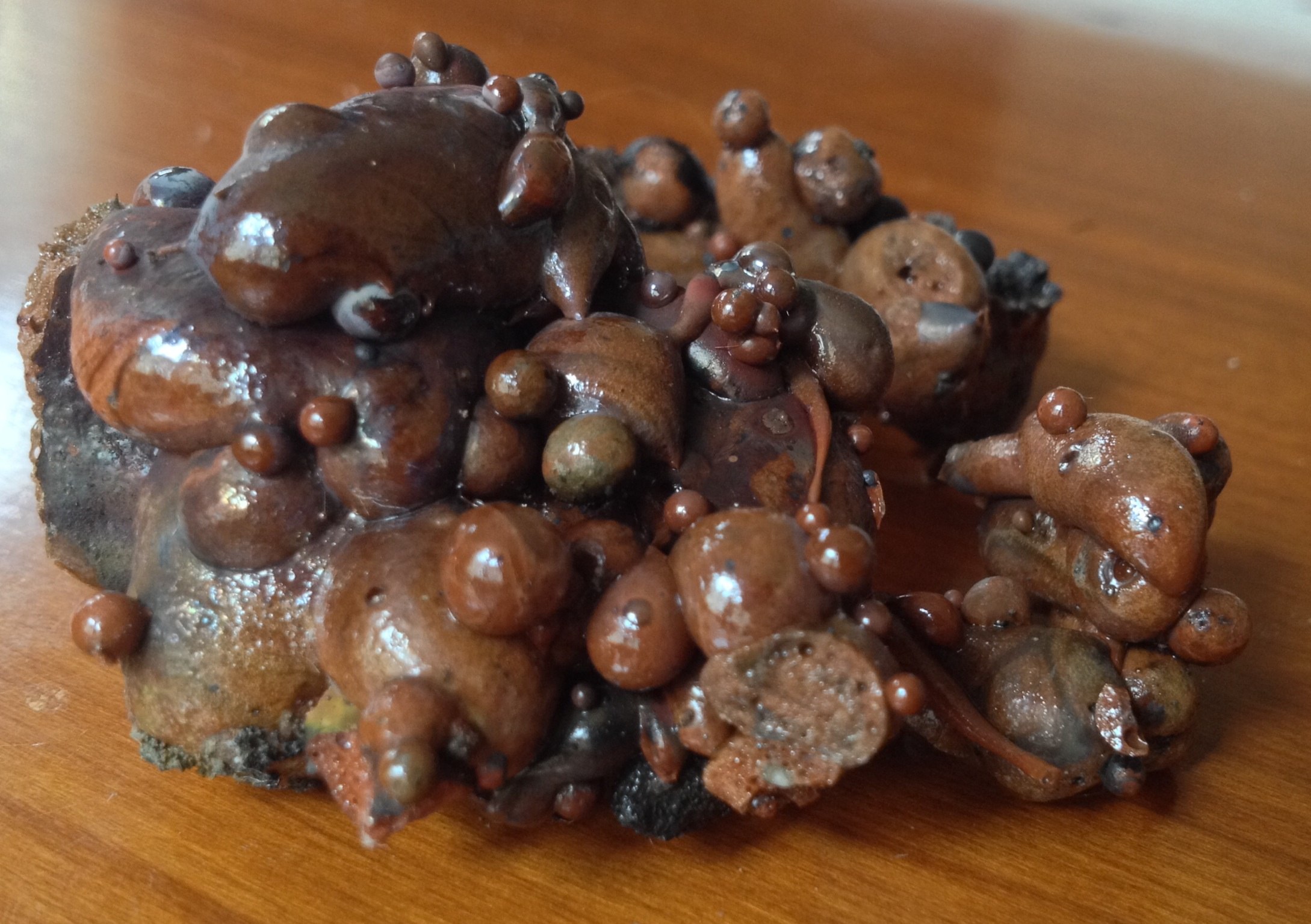
Lechatelieriet op een gesteente